# Emerentia von Düben
Emerentia von Düben, även kallad Menza, född 24 maj 1669, död 22 mars 1743 i Stockholm, var en svensk hovdam och gunstling till drottning Ulrika Eleonora. Hon var den första kvinnan att bli adlad i Sverige för egen tjänst och var drottning Ulrika Elenornas hovfröken i över 50 år samt känd för sitt stora inflytande över denna.

## Biografi
Emerentia von Düben var dotter till Gustaf Düben d.ä. och Emerentia Standaert, syster till Gustaf von Düben d.y., Joachim von Düben d.ä. och Anders von Düben d.y. Hon fick en bildad uppfostran och talade tyska, franska och italienska. Som ung antogs von Düben till kammarpiga hos drottningen, Ulrika Eleonora d.ä., och fick 1690 ansvaret för den då tvååriga prinsessan med samma namn. Adlad med sina bröder 1707, blev hon 1717 hovfröken och 1719 kammarfröken  och friherrinna. Hennes utnämning till hovfröken ogillades mycket av de övriga hovfröknarna, som skall ha övervägt att sluta sina tjänster. Vid Ulrika Eleonoras tronbestigning och kröning 1719 utnämndes hon till posten som drottningens kammarfröken, den högsta rangen en ogift hovdam kunde ha, framför Margareta "Greta" Magdalena Torstenson, som då varit hovfröken mycket längre än von Düben och rangmässigt egentligen skulle ha stått på tur, och Torstensson avslutade då sin tjänst.
Emerentia von Düben var tillsammans med Anna Agriconia Åkerhielm den ena av två svenska kvinnor som adlats för egna meriter. I det utfärdade privilegiebrevet framgår, "wij således finna oss aldeles benägna at lämna henne och berörde henner Bröder et besynnerligit tecken af den wählwilja och ynnest som wij för hennes Person och dygder samt deras förtienster hyse.”

## Relationen med Ulrika Eleonora
Emerentia von Düben stod under hela sitt liv vid Ulrika Eleonoras sida: "i lust och nöd vårdande, tjänande, deltagande och tröstande", och betraktas som dennas kanske enda verkliga förtrogna. Även om detta inte var bokstavligen sant – Ulrika Eleonora hade fler nära vänner, som Hedvig Mörner och Anna Fleming – så var denna relation dock extra uppmärksammad. De ska ha varit som systrar, hon agerade rådgivare och anses inte ha missbrukat sitt inflytande. Hon beskrivs som nästan bigott religiös, men även om hon utsattes för avund på grund av sin inflytelserika ställning var hon inte utsatt för förtal eller skvaller. Hon stödde aggressivt Ulrika Eleonora och dennas uppfattning om sin arvsrätt till kronan mot Hedvig Sofia och Karl Fredrik av Holstein-Gottorp, och ska ha underblåst fiendskapen mellan dessa och Ulrika Eleonora.

### Karl XII:s regering
Uppfattningen vid hovet var att vägen till Ulrika Eleonora gick genom von Düben. Fredrik Axel von Fersen uppger att Ulrika Eleonora: "hvarken kände eller såg med andra ögon än fröken von Dübens". Utländska diplomater försökte dra fördel av hennes inflytande genom att ge henne mutor för att förespråka vissa äktenskapskandidater, och det handlade inte om små summor. Sändebuden från den blivande Georg II av Storbritannien uppvaktade henne eftersom hon hade "fullständig kontroll" över Ulrika Eleonora. Hon förmedlade förslaget om äktenskap mellan Ulrika Eleonora och Fredrik av Hessen mot en kontant ersättning på 30 000 tyska thaler utbetalad av Karl av Hessen, vars ränta hon sedan uppbar. Förhandlingarna om äktenskapet förmedlades 1710 med von Düben som mellanhand och den hessiska förhandlaren Conrad Rancks kontaktperson. När tsar Peter den Store år 1714 ville inleda fredsförhandlingar försökte dennes agent, furst Chilkov, få kontakt med Ulrika Eleonora genom von Düben. Chilkov gav order om att Tschebyschoff (ryska: Чебышёв: Tjebysjov) skulle ta kontakt med von Düben genom en av dennas vänner om han misslyckades med att få kontakt med Ulrika Eleonora själv. Österrikes sändebud Antivari rapporterade att Düben inte bara hade tillgång till Ulrika Eleonoras sängkammare, utan företräde där framför maken.

### Ulrika Eleonoras regering
Under Ulrika Eleonoras regeringstid 1718–1720 ansågs von Düben och hennes bröder utöva ett otillbörligt inflytande över politiken. Hon talade sedan länge fritt med Ulrika Eleonora om tronföljden, vilket som i övrigt var ett farligt politiskt ämne att diskutera. Under förhandlingarna om tronföljden 1718 fungerade von Düben som medlare och förhandlare, något som upptogs illa av en del makthavare. Vid Ulrika Eleonoras kröning 1719 noterades det hur von Düben steg fram efter att ärkebiskopen hade placerat kronan på monarkens huvud och såg till att den satt stadigt fast. Under förhandlingarna 1720 tillhörde de den falang som ville att Ulrika Eleonora skulle få regera tillsammans med Fredrik I, men deras inflytande var en av orsakerna till att detta förslag inte fick något stöd.

### Under Fredriks regering
År 1732 upprördes Ulrika Eleonora av Fredrik I:s förhållande med Hedvig Taube, men hon övertalades av von Düben att inte visa sitt missnöje utåt. von Düben framhöll att Ulrika Eleonora var den borna drottningen och oåtkomlig för anfall underifrån: "Liksom månen går sin bana fram på himmlen och intet aktar på hundgläfs, så borde också Hennes Maj:t ringakta det skvaller, som uppstått med anledning av denna högst beklagliga och förblindade förbindelse". Ulrika Eleonora uppges ha gråtit över denna förbindelse, men på Dübens råd inte visat detta utåt. Hon blev föremål för Fredrik I:s tacksamhet sedan hon övertalat Ulrika Eleonora att inte öppet visa sitt ogillande av förbindelsen mellan Fredrik och Taube. von Düben följde ständigt med Ulrika Eleonora; på Gripsholms slott blev hennes rum kallat "Fröken von Dübens kammare".
Emerentia von Düben och Ulrika Eleonora hade båda en önskan att begravas tillsammans, men slog det ur hågen eftersom de anade att det inte skulle respekteras efter deras död. Vid Ulrika Eleonoras död 1741, fick on fick ett stort arv. Vid sin egen död 1743, lämnade von Düben 200 000 daler efter sig. Det motsvarade 877 årslöner som kammarpiga, och hon anses ha tjänat det mesta själv. Detta var lika stor förmögenhet som statsmannen Arvid Horn hade vid samma tid. Hon var verksam som donator. I en minnessång vid hennes död skrev Olof von Dalin: 
»... så länge dygden finns, Så kan dess ära ej bortvika. Och alltid när man minns Ulrika Man även fröken Düben minns.»